# Zygaena fausta

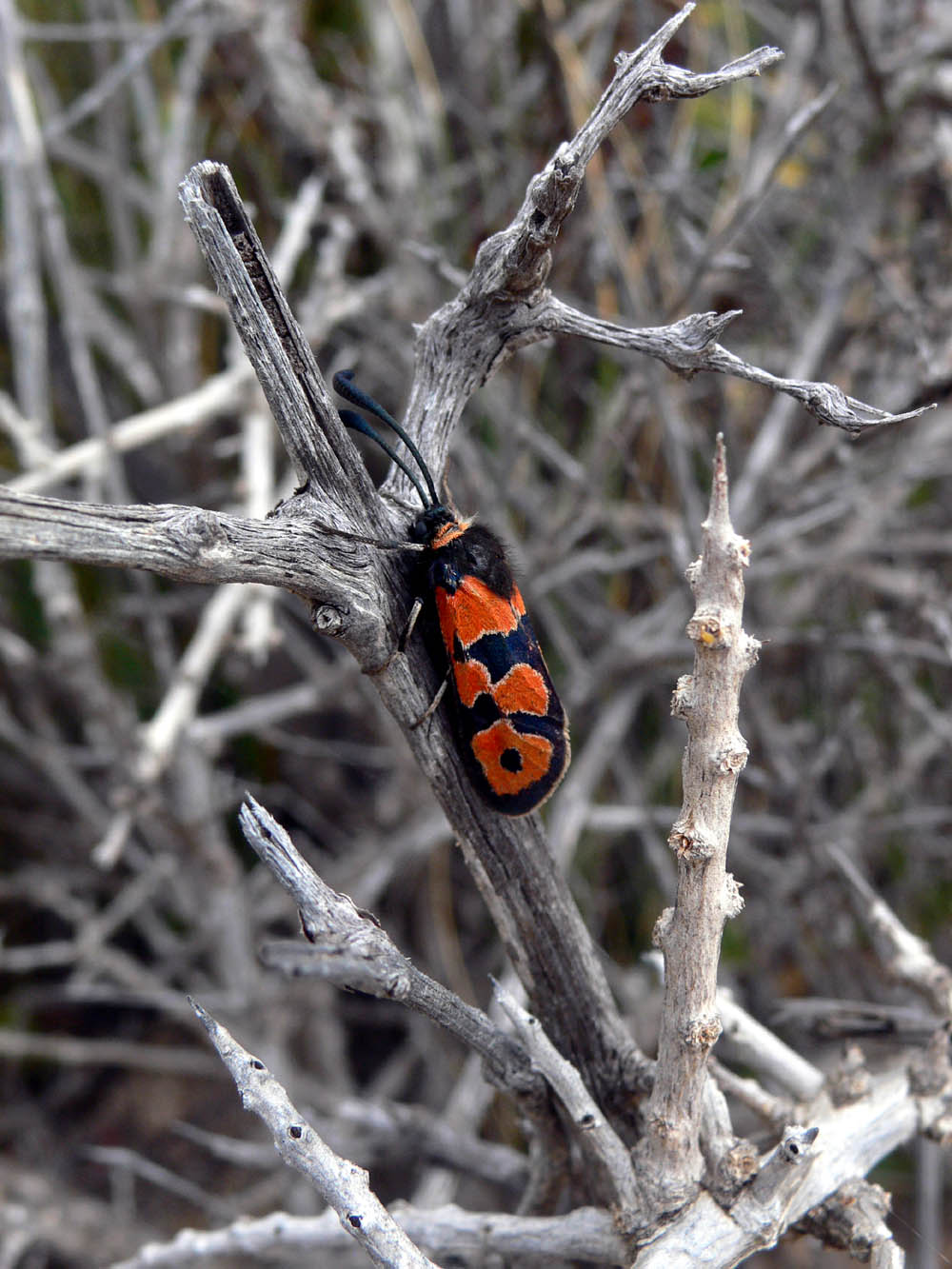
Zygaena fausta en La Azohía (Cartagena, España).

Zygaena fausta es una especie de lepidóptero ditrisio de la familia Zygaenidae. El color de sus alas, negro, rojo y blanco, indica a los posibles depredadores que posee un sabor desagradable. 
Las larvas se alimentan de las hojas de las plantas del género Coronilla. 
Se distribuye por Europa occidental, en España, Francia, Italia septentrional, Suiza, Austria y Alemania meridional y central.

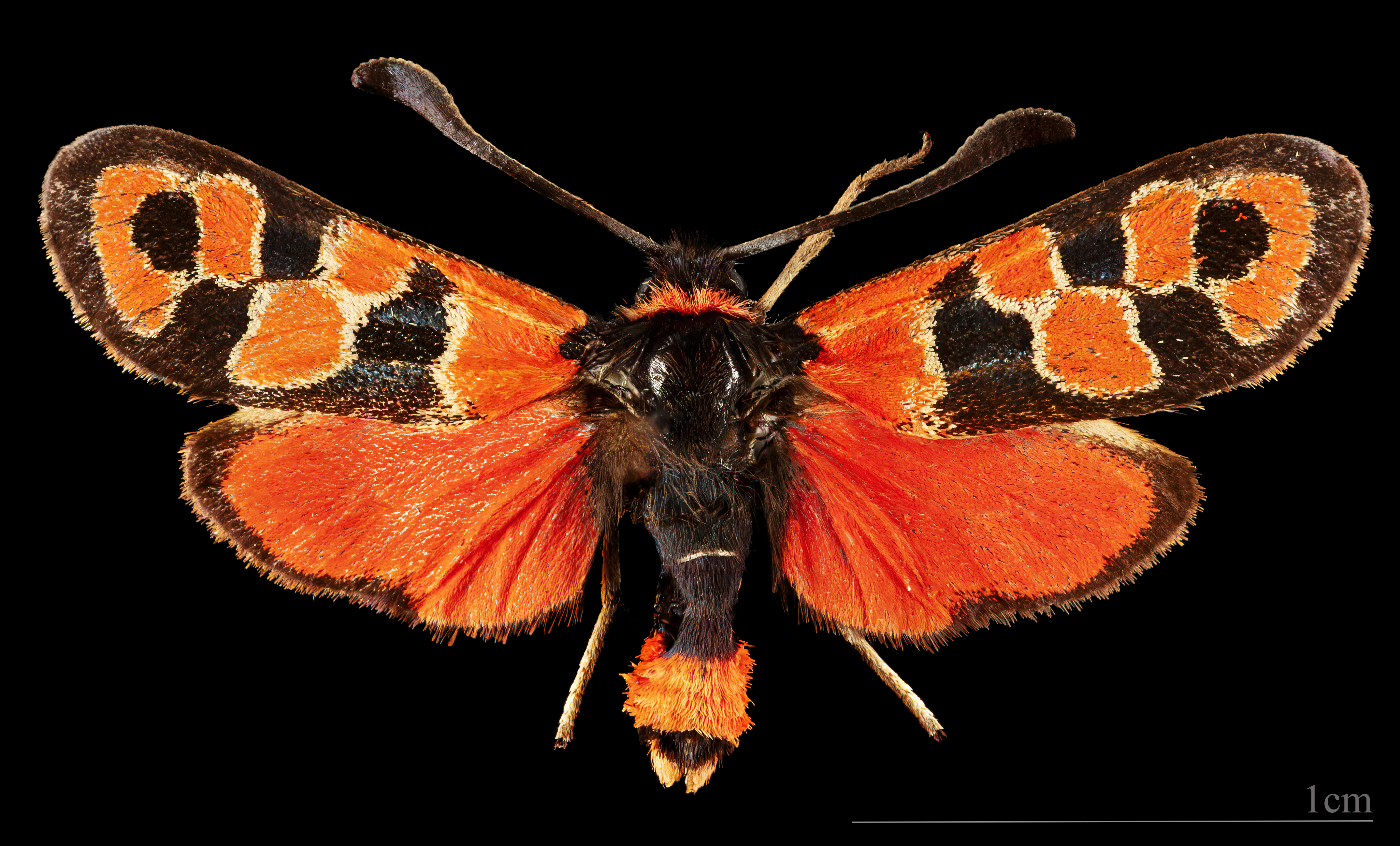
♂
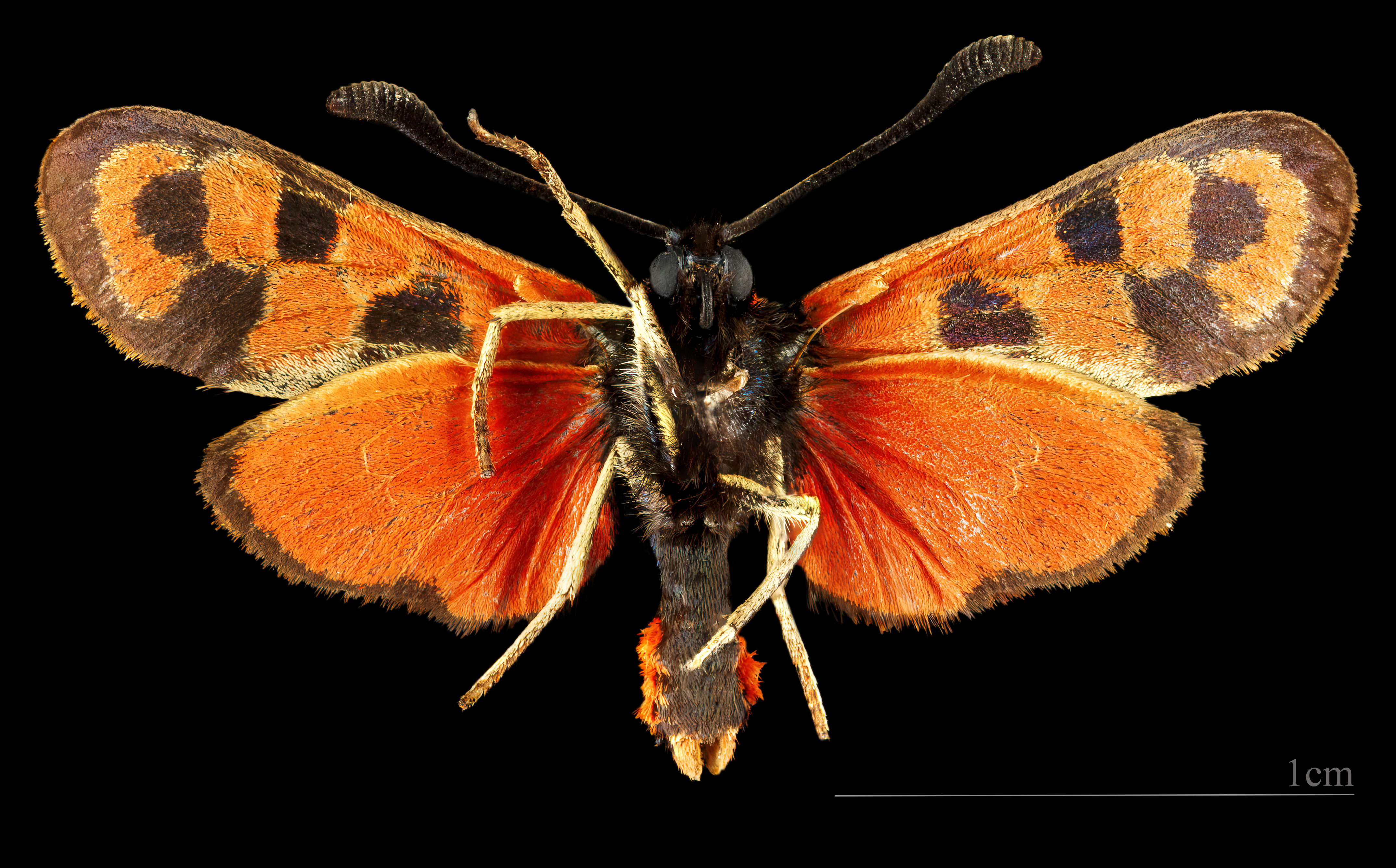
♂ △